# Neijiang
Neijiang (chiń. 内江; pinyin Nèijiāng) – miasto o statusie prefektury miejskiej w środkowych Chinach, w prowincji Syczuan, w Kotlinie Syczuańskiej, port nad rzeką Tuo Jiang (dopływ Jangcy). 
W 2010 roku liczba mieszkańców miasta wynosiła 542 253. Prefektura miejska w 1999 roku liczyła 4 194 004 mieszkańców. Ośrodek przemysłu spożywczego, metalurgicznego, włókienniczego i papierniczego.

## Podział administracyjny
Prefektura miejska Neijiang podzielona jest na:
- 2 dzielnice: Shizhong, Dongxing,
- miasto: Longchang,
- 2 powiaty: Weiyuan, Zizhong.